# Рамна (Кукуш)
Рамна (грч. Μονολίθι, Монолити) је насељено место у општини Кукуш у периферији Средишња Македонија, Грчка. Према попису из 2021. године било је 28 становника.
Према бугарском географу и историчару, Василу Канчову, у Рамни је 1900. године живело 106 Турака и 100 Словена хришћана. Године 1924. турско становништво је принудно исељено у Турску (словенско становништво је исељено раније) а на њихово место су насељене грчке избегличке породице. На попису из 1928. године Рамна је имала 156 становника.